# Keith Kouna
Keith Kouna, de son vrai nom Sylvain Côté, est un auteur-compositeur-interprète né à Saint-Augustin-de-Desmaures, au Québec.  

## Biographie
Il commence son parcours musical en chantant dans les rues, les bars et les squats en Europe de 1997 à 1999. À son retour au Québec, il fonde le groupe Les Goules avec des amis. Le premier album du groupe paraît en 2002, suivi de deux autres en 2005 et 2007.
Il lance ensuite son premier disque solo en 2008,
Les Années Monsieur, suivi de l'album Du Plaisir et des Bombes en 2012.
En 2013, il remporte le prix de la chanson SOCAN pour sa chanson « Batiscan »,,, parue sur son dernier album.
En 2014, Kouna fait paraitre Le Voyage d'hiver.
Cette œuvre est une réécriture originale en français des poèmes de Wilhelm Müller à l'origine mis en musique dans le  dernier cycle de lieder de Franz Schubert, Winterreise.
Le Voyage d'hiver de Kouna est arrangé par René Lussier et Vincent Gagnon.
Un quatrième album studio des Goules, Coma, voit le jour en 2016, puis un quatrième album solo Bonsoir Shérif en 2017. 
En 2019, il lance un disque pour enfants sous le nom de Kid Kouna.
Métastases, son cinquième album, sort en 2023.

## Discographie

### Albums studio
- 2008 - Les Années monsieur
- 2012 - Du plaisir et des bombes
- 2013 - Le voyage d'hiver
- 2017 - Bonsoir shérif
- 2019 - Kid Kouna
- 2023 - Métastases